# Incursión

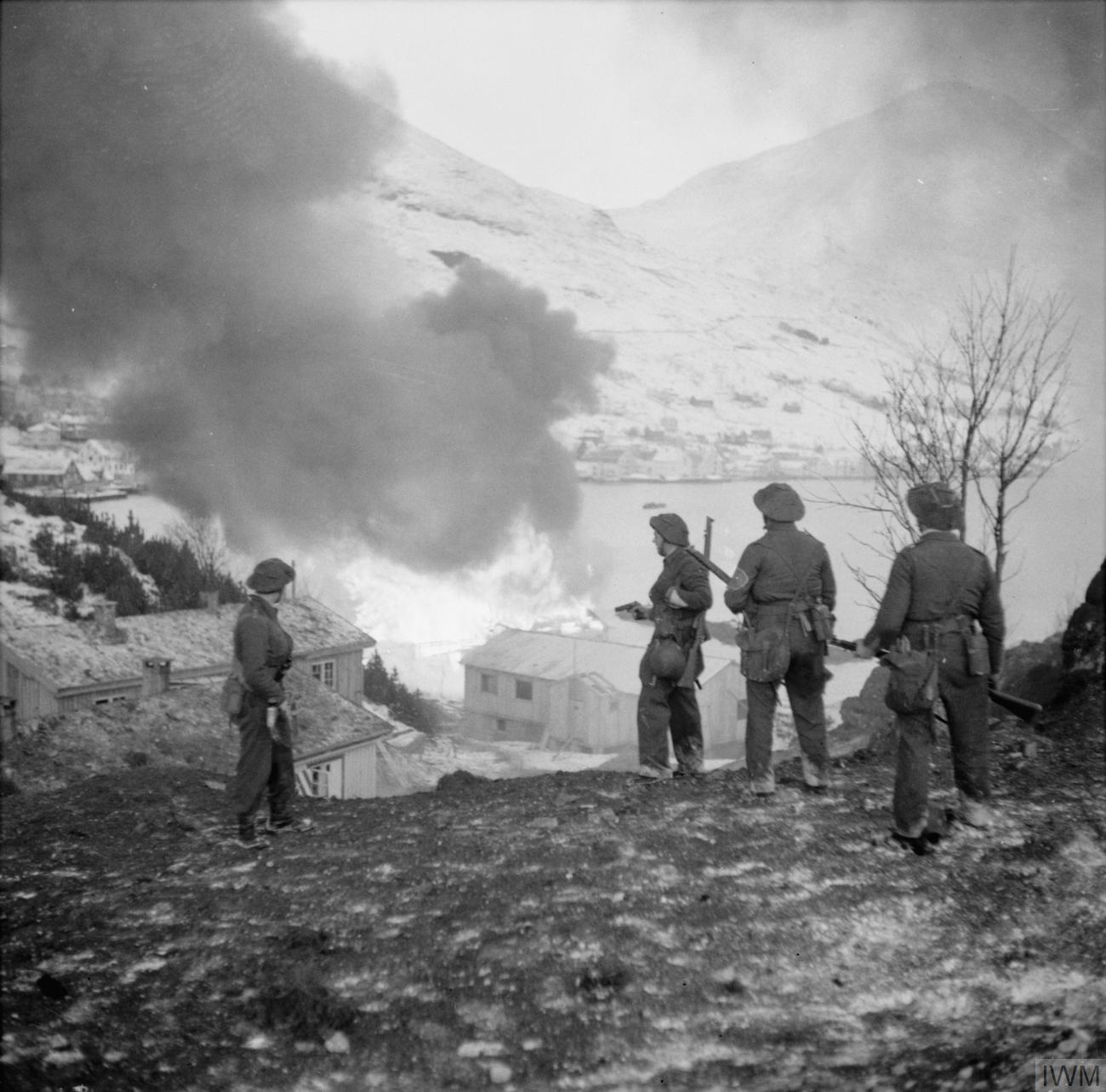
Los comandos británicos llevaron a cabo la Operación Archery en Noruega.

Una incursión (en inglés raid) consiste en un ataque sorpresivo contra una instalación o fuerza estacionada enemiga con un fin específico, sin pretender ganar o mantener un territorio y tras el cual, la fuerza atacante vuelve inmediatamente a territorio amigo. Generalmente una incursión es de corta duración y participa en la misma una cantidad relativamente pequeña de personas. La unidad atacante puede estar compuesta por comandos o tropa irregular, u otro tipo de unidad organizada para este cometido.
Se puede efectuar una incursión por varias razones. Las más comunes incluyen: 
- Para desmoralizar, confundir o cansar a un enemigo.
- Para saquear un lugar, para obtener determinados objetos o capturar a unas personas en concreto.
- Para destruir bienes u otros objetos de valor económico o estratégico, o matar a determinadas personas.
- Para liberar prisioneros de guerra y para conseguir inteligencia militar.

A partir de la Segunda Guerra Mundial también se llama incursión aérea a un ataque realizado mediante aviones sobre un objetivo situado en territorio enemigo (véase bombardeo estratégico).

## Sinónimos
Incursión también puede referirse a un ataque con un objetivo principalmente socioeconómico, lo que lo diferencia de un ataque integrado en un conflicto mayor. Por ejemplo, muchas culturas prehistóricas europeas, africanas y de nativos americanos disponían de un sistema de incursiones bien definido (guerra endémica), con objetivos muy distintos de los atribuibles a la guerra de guerrillas.

## En la cultura popular
- En el videojuego para móviles Pokémon GO existen las incursiones, en las que 20 entrenadores pelean con un Pokémon gigante o mega-evolucionado que al ser derrotado vuelve a la normalidad y los jugadores tienen la oportunidad de capturarlo.
- En los videojuegos para Nintendo Switch Pokémon Espada y Pokémon Escudo existen las incursiones Dinamax, en las que 4 jugadores pelean con un Pokémon gigante que al ser derrotado los jugadores tienen la oportunidad de capturarlo.